# Herakleidas
Herakleidas, o Eraclida (in greco antico: Ἡρακλείδας?; fl. 413-403 a.C.), è stato un medaglista e un incisore di conii greco antico, attivo nella monetazione di Catana; fa parte del ristretto numero di incisori di conii dell'antichità di cui si conosce il nome, tramandato dalla firma sulle monete.

## Biografia
Herakleidas è noto tramite le firme apposte nei conii delle monete di Catana.
A Catana, hanno inciso diversi artista: Prokles, Euainetos, Choirion ed Herakleidas.
Lui e Choirion sono gli unici ad aver inciso conii solo per questa zecca. Le sue monete sono databili tra la battaglia dell'Asinaro, del 413 a.C. e il 403 a.C. quando Dionisio I conquista Catana.
Gli sono attribuiti vari conii. Sicuramente suoi sono quelli che recano la sua firma, sul dritto di due tetradracmi. In entrambi questi conii è raffigurato Apollo, quasi di prospetto, con i capelli sciolti, circondati da una corona di alloro a tre foglie. La testa di Apollo in una delle monete ha una struttura plastica, morbida e armoniosa in cui si è voluto riconoscere un'influenza della testa di Atena incisa da Euclida sulle monete di Siracusa, mentre l'altra è concepita in uno stile più severo, che appare da una certa durezza nel contorno del volto, dal più serrato movimento plastico dei tratti e dalla fissità dello sguardo.
L'immagine ricorda quella dell'Aretusa incisa da Kimon, ma c'è incertezza su quale sia la moneta che precede l'altra.
È riportata anche una dracma con la firma HPAKΛEIΔA al dritto e con quella di Choirion (ΧΟΙΡΙΩΝ) al rovescio.
Esiste anche un tetradracma che reca come firma una semplice Η, ma l'attribuzione a Herakleidas non è sicura.
Le monete arcaiche di Catana firmate H o )( non sono da attribuire a questo artista.